# 大安區 (臺中市)
24°20′47.5″N 120°35′10.0″E / 24.346528°N 120.586111°E
大安區，舊稱「海翁窟港」:20:223、237，後稱「螺絲港」:30:223、237、「大安港」:224、237，前身「大安鄉」:34:47，位於臺灣臺中市西北部，介於大甲溪與大安溪之間，地處大甲扇狀平原西側，全境地勢平坦:12－13。
大安區早期因大安港的發展而興盛，在清領時期曾是臺灣中部地區重要的貿易港口，開發甚早:30:226。後因港灣泥沙淤積，加上距離臺中市的都市發展中心較遠，以及無鐵路、重要公路行經，使得該區工商業發展較為緩慢:212－213:228－229，而由於境內土壤肥沃且灌溉便利，故農業甚為發達:228－229，是臺中市海線地區典型的農業鄉鎮，此外畜牧業在大安區亦相當盛行。該區有稻米、芋頭、青蔥、豬肉、酒等農特產，境內的大安濱海樂園為該區著名的觀光景點，另有龜殼生態公園、大安水蓑衣生態教育園區等生態景點。

## 歷史
大安區區名源自「大安港」:30，大安港舊稱「海翁窟港」:20:223、237，係因港口有眾多海翁（鯨魚）聚集而得名，在清領前期時因港灣外緣有一條沿五甲港、北汕向外延伸至塭寮一帶之天然石線，石線內航道曲折迴繞，形狀呈一螺旋狀，故另名「螺絲港」:30:223、237。而「大安港」一詞由來分為二種說法，一說為當航海船隻望見鐵砧山時即可直駛入港，平安抵達；另一說為民間傳說「嘉慶君遊臺灣」，根據《和安宮誌》記載，嘉慶皇帝曾於1808年6月出航南巡，船隻行駛出揚子江（長江古稱）後，由於狂風暴雨雷電交加而頓時迷失方向，在眾人驚恐同時，有兩盞微弱燈火指引方向進入螺絲港，嘉慶皇帝在平安入港後頌揚必有神助而道：「此乃大吉之地、大安之港。」。
大安區早期為隸屬平埔族道卡斯族的大甲西社活動範圍:21:224，漢人移民至此開墾則始於清康熙末葉以後:22。明鄭時期，1661年，鄭成功率軍攻臺，荷軍投降，5月改赤崁地方為東都明京，設一府二縣，大安隸屬承天府天興縣。1664年，鄭經將東都改稱為東寧，並將天興縣升格為天興州:30:224。1683年，清廷派施琅攻臺，鄭氏降清。
1684年，臺灣分為一府三縣，大安隸屬福建省諸羅縣:30、31:224。約在1701年左右，鎮平縣張、林兩姓閩籍與邱姓粵籍漢人由鹿港北進並自大安港、白瓦厝港登陸拓墾大安、鐵砧山腳、日南與九張犁等荒埔:20、22:41:224、227，隨後亦有乾隆中葉時期的漳浦縣林姓、南安縣陳、黃、張姓，以及同安縣王姓等漢人陸續入墾，其中包括墾號「林成祖」的漳浦縣人林秀俊，拓地漸廣並歲入租穀近萬石，對於大安早期開發貢獻良多:21－22:294。1723年，清廷將大甲溪以北地區劃分至新設之淡水廳，因此大安被劃為淡水廳的一部分:30、31:224。1816年，鹿港巡檢署移駐大甲，至此大甲變為南北交通重要官道據點，因此地方士紳提倡興建石堡城，確保接坊安全:22:42。1830年，大甲分設中軍守備，至此大安港已為大甲地區貨物輸出港口，海防地位日漸升高:22。1842年，爆發大安之役。1875年，清廷增設新竹縣，大安改屬臺北府新竹縣竹南四堡。1887年，臺灣建省後，改為三府一直隸州，中部新設臺灣府，為省會首府，並將中港溪以南、大甲溪以北地區劃為新設之苗栗縣，故大安改屬臺灣府苗栗縣大甲堡:30、31:224。
日治時期，臺灣總督府於1897年將臺灣分六縣三廳，大安屬新竹縣大甲辦務署大甲三堡。1898年改為三縣，屬臺中縣:31:224。1901年，廢縣設廳，下設支廳，大安改隸苗栗廳大甲支廳。1909年，20廳改為12廳，改歸臺中廳大甲支廳，一部分屬十八庄區，一部分則屬頂九庄區:32:224，共計32庄。1920年，臺灣分五州二廳四十七郡，行政區劃改為州郡制，大安庄屬臺中州大甲郡，並分為中庄、南庄、南埔、東勢尾、福興、三塊厝、龜壳、溪洲、牛埔、三十甲、頂大安、田心子、下大安、北汕、海墘厝、下脚踏、頂脚踏、松子脚等十八個大字:32、38－39:223、237。
1945年中華民國接管臺灣後，大安庄改為大安鄉，屬臺中縣大甲區。1950年，撤廢區署，改為臺中縣大安鄉:30、34。2010年12月25日，配合臺中縣市合併，改稱為臺中市「大安區」。

## 地理

### 地形
大安區位於臺中市西北隅，東鄰大甲區（溪南地區），西濱臺灣海峽，南隔大甲溪與清水區相望，北與大甲區（溪北地區）以大安溪為界:12。區域面積為27.4045平方公里，東西最大跨距約4.2公里，南北最大跨距約9.08公里:12。全區為大甲扇狀平原的一部分，係由大甲溪與大安溪等二溪合流沖積，以及砂礫、粘土混合而成，而在大安區內大致以溫寮溪分為南側的大甲溪沖積扇與北邊的大安溪沖積扇:13、15:225。整體地勢平坦，海拔高度均在10至30公尺之間，地勢略由東北、東南兩方往中西部傾斜，坡度極小，形成平緩坡面，全區海拔最高點位於東北部頂安里三十甲堤防一帶的50公尺，整體呈現南北走向狹長地形:13。

### 水文

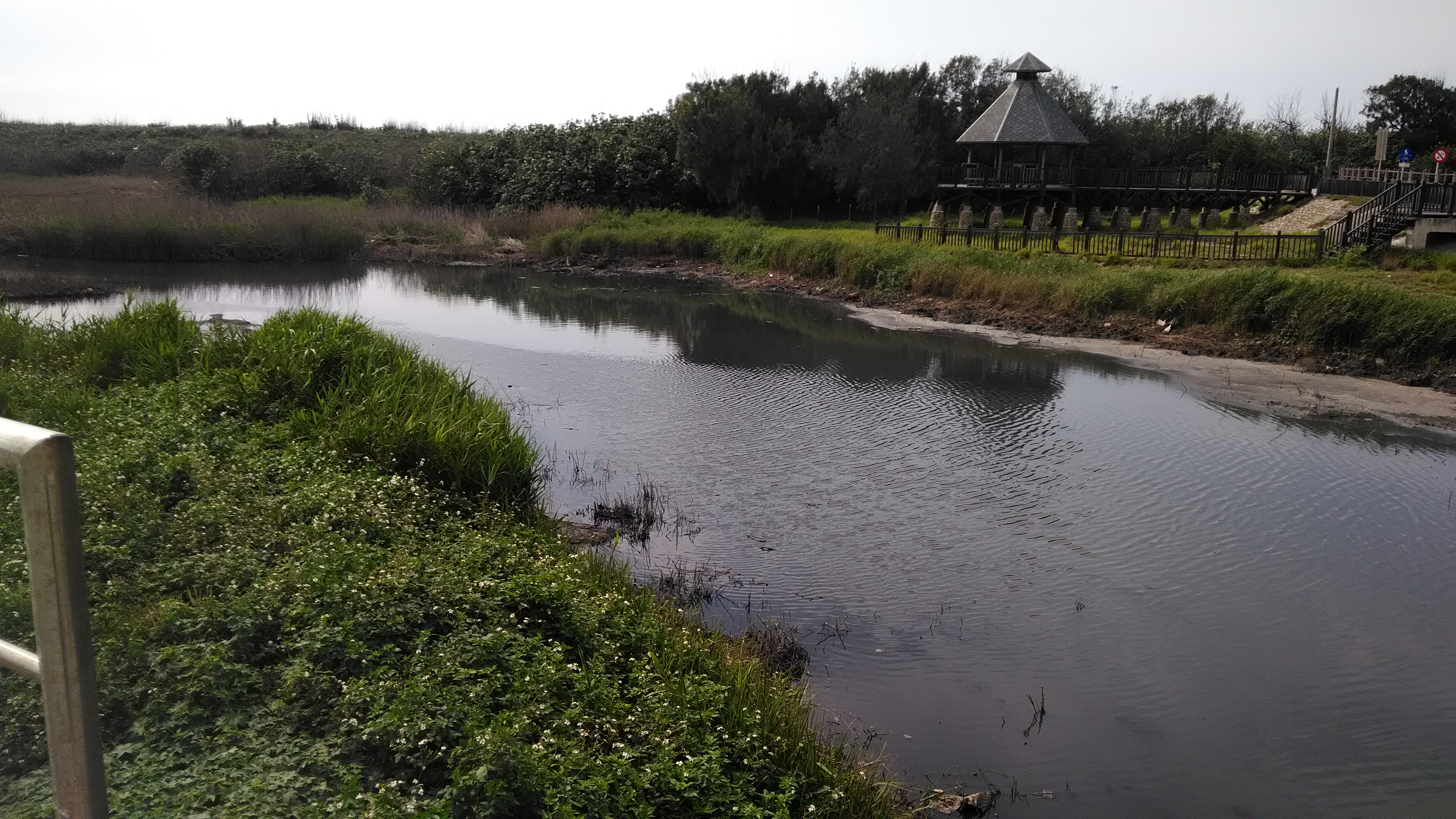
南埔溪

大安區南側有大甲溪流經，北邊有大安溪經過，是大安區主要的二條溪流。大甲溪為臺灣四大河流之一，流域面積約為1,236平方公里，主流上游為南湖溪，並依序流經和平區、東勢區、新社區、石岡區、豐原區、后里區、神岡區、外埔區以及大甲區等地區，最後於大安區與清水區交界處出海:16。大安溪全長約97公里，流域面積約為758平方公里，主流上游為雪山溪，由雪山溪與馬達拉溪兩溪合流後，形成臺中市與苗栗縣的天然界線，最後於大安區與大甲區交界處出海:16。除了大甲溪與大安溪以外，大安區尚有南埔溪、草厝溪、龜溪等溪流流經:15:26。大安區水利開發主要引進大安溪與大甲溪等二溪，境內人工灌溉系統可分為南方的虎眼大圳與北方的頂店圳等二大圳路，並擁有數條分歧支線:26。

### 氣候
大安區氣候屬副熱帶季風氣候，氣溫與濕度均偏高，風強雨少。年均溫約在攝氏18至24度之間，月平均最高為七月的29度，最低為一月的18度，並有八個月月均溫高於20度:14:226－227。年平均降雨量約在1,250至1,500毫米之間，並集中於六月至八月，雨量最多為七月的200毫米，最少為一月的50毫米以下，整體呈現夏雨冬乾的現象:14－15。

### 人口
清嘉慶年間，臺灣屢次發生械鬥，其後大安地區的客籍移民遷至苗栗地區，漳州籍移民則在道光以後遷至葫蘆墩（今豐原區），因此大安區成為以泉州籍移民為主的聚落:22。根據臺灣總督府於1926年的人口調查，大安庄總人口約有8,400人，漢人祖籍依人數多寡分別為三邑（晉江、惠安、南安）5,100人、永春州1,600人、同安1,500人、泉州府安溪200人，泉州人佔全庄總人口約有八成，前四大姓氏依人數多寡分別為陳姓、黃姓、林姓、吳姓:24－25:44。在2023年6月30日時，大安區的前五大姓氏分別是陳姓、黃姓、林姓、李姓、王姓，此五姓氏的總人口數共有8,317人，約佔當時該區人口數的46%，其中陳姓即佔全區人口數的17%，是大安區的最大姓氏。
根據內政部戶政司和臺中市政府民政局統計，2024年底大安區戶數計有5,927戶，人口計有17,793人，人口密度每平方公里約649人，是臺中市海線地區人口最少、人口密度最低的行政區。每戶人口數約有3.00人，位居臺中市第一位。原住民人口計有76人，為臺中市最少。區內人口最多的里為行政中心所在地且面積較大的中庄里，人口密度最高的里為面積最小的松雅里，人口最少、人口密度最低的里為距離市區較遠且面積較大的頂安里:12。
由於大安區地理位置較為偏遠，南北兩側皆有溪流阻隔，與其他地區聯絡較為不便，且經濟產業發展相對較少，以致大安區的人口持續外流。2019年底時大安區尚有19,111人，至2024年底時已下滑至17,793人，是臺中市人口減少速率較快的行政區。大安區的人口高齡化、少子化問題嚴重，2011年9月老年人口超越幼年人口，2011年10月因老年人口佔比達到14%而進入高齡社會，2023年1月老化指數達到200%，至2024年9月時，老年人口佔比達到兩成，進入超高齡社會。至2024年底為止，大安區人口的年齡結構中，幼年人口佔比約8.70%，壯年人口佔比約71.03%，老年人口則佔比約20.27%，老化指數約為233.01%，是臺中市人口老化較為嚴重的行政區。

## 政治

### 歷任首長
| 任次 | 姓名   | 任期                           | 備註           |
| 1    | 莊圳   | 2010年12月25日－2014年12月25日 | 縣市合併後首任 |
| 2    | 顏金源 | 2014年12月25日－2016年8月29日  |                |
| 3    | 周琇茹 | 2016年8月29日－2020年7月28日   |                |
| 4    | 許宏綺 | 2020年7月28日－                | 現任           |

### 區政組織

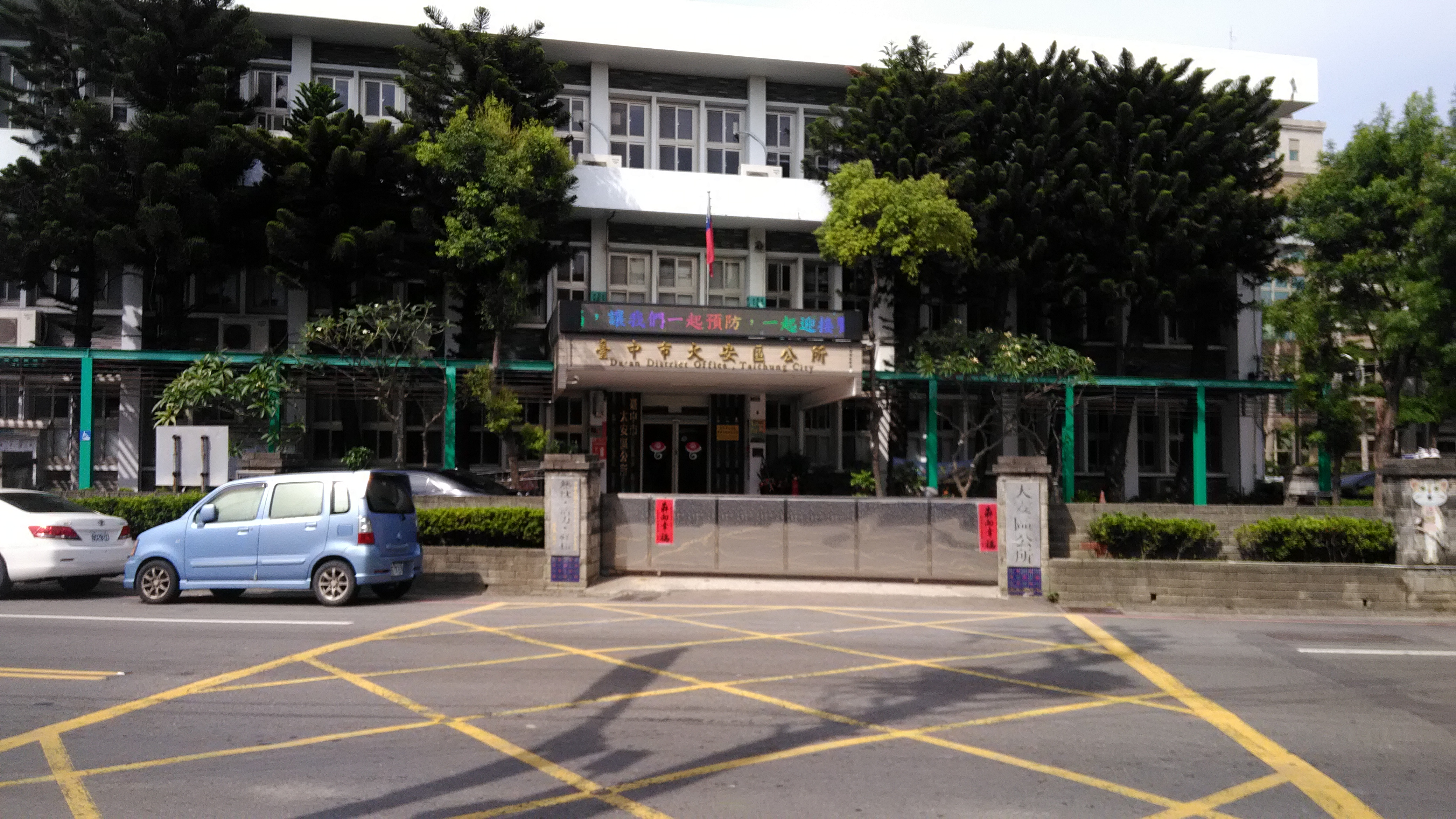
大安區公所

大安區公所是臺中市政府在大安區的派出機關，在中華民國政府架構中為市政府綜理區政的執行機關，上級業務監督機關為臺中市政府。区长由市長任命，其任期為無任期保障。在區長及主任秘書之下，設有4課4室等8個內部單位。

### 行政區
現今大安區行政範圍的確立，來自於1920年，日本將臺灣十二廳改為五州二廳，設大安庄屬臺中州大甲郡:43。大安庄轄南埔、東勢尾、福興、三塊厝、龜壳、牛埔、溪洲、松子腳、頂腳踏、下腳踏、海墘厝、北汕、田心子、下大安、三十甲、南庄、中庄、頂大安等18個大字:46－47。1946年1月，改為「大安鄉」，屬臺中縣大甲區:47。1950年，裁撤區署，大安鄉改直隸於臺中縣。2010年12月25日，臺中縣市合併改制為直轄市，大安鄉改制為市轄區「大安區」，隸屬臺中市。
大安區共轄12里110鄰，其行政區域分布情形為：
| 大安區行政區劃 |        |      |        |      |        |      |        |
|                |        |      |        |      |        |      |        |
| 編號           | 里名   | 編號 | 里名   | 編號 | 里名   | 編號 | 里名   |
| 1              | 頂安里 | 2    | 永安里 | 3    | 福住里 | 4    | 海墘里 |
| 5              | 西安里 | 6    | 松雅里 | 7    | 龜     | 8    | 福興里 |
| 9              | 中     | 10   | 東安里 | 11   | 南     | 12   | 南埔里 |

## 經濟
在大安港於1731年闢為貿易港後，大安區的商業活動隨之興盛，加上大甲街於乾隆年間的擴大與形成，使得大安港逐漸成為大甲街的主要貿易港口，並因貿易圈出入口貨品的熱絡，形成各條東西街與南北街坊:212。然而由於每年東北季風帶入飛沙堆積和清道光年間多次洪水沖毀港灣西側的石汕，加上日本治臺後臺灣總督府在此設置監視署，規定出入船隻必須先經鹿港海關納稅後方能通行，以及1922年後縱貫鐵路海岸線通車啟用，使得大安港港務被基隆港與高雄港取代，港口機能逐漸消失:213。隨著大安港的沒落，大安區的工商業也隨之衰退，且因位置偏僻、缺乏重要天然資源與交通運輸，導致當地經濟發展緩慢，因此大安區經濟狀態至今仍停留於農業社會:212－213:160。在產業結構方面，二戰後初期的大安區從事一級產業（農林漁牧業）的人數佔總就業人口超過60%，而二、三級產業的就業機會與從業人口則相對較少:228。

### 農業
大安區地勢平坦，無山坡地與林地，土壤多為砂礫與粘土混合而成之沖積土，土地遼闊肥沃，灌溉便利，適宜農耕:15:160。1993年底大安區從事一級產業（農林漁牧業）人數約佔總就業人口的42%，在臺中市所有行政區中排行第四高（次於新社區、和平區、東勢區），為臺中市海線地區的農業重鎮。2001年底該區農耕土地面積約為2,219.22公頃，佔全區土地總面積約80%，是臺中市農耕土地比例最高的行政區，並以水田佔較高的面積比例，主要農產品以水稻為大宗，蔬菜生產以青蔥、瓜果、芋頭為主:215，此外該區尚有生產甘藍菜、苦瓜以及青蒜等農作物:228。

### 畜牧業

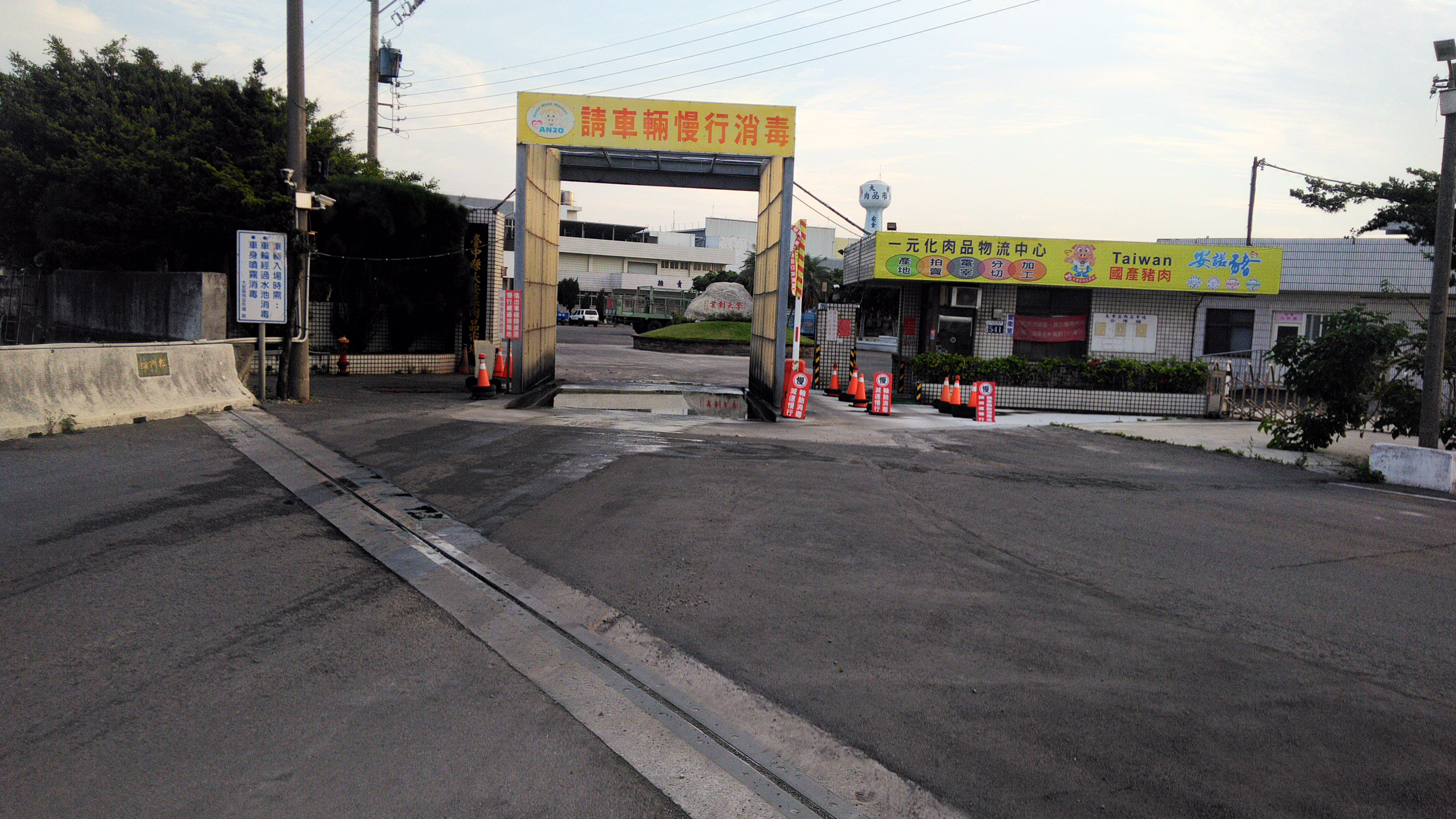
大安區肉品市場

大安區的畜牧業以飼養家畜與家禽為主，並以養豬業最為興盛:212:228。二戰結束後，政府為提高居民生活品質，畜牧業發展專業化需求迫切，因此於1974年10月在大安區內成立養豬專業區。翌年（1975年），配合農村發展示範村計劃而在西安里增設25戶養豬戶，養豬頭數則由原本副業性的6,322頭提升至22,335頭，其養豬頭數為臺中市第一多:218。
家禽方面，中央政府配合市場與消費者需求，故於1973年3月在臺灣省畜產試驗所宜蘭分所（現為農業部畜產試驗所宜蘭分所）改良繁殖白毛鴨（肉鴨），並指定大安區為示範專業區擴大經營，大安區配合白毛鴨推廣，遂而成立種鴨孵化研究班二班，負責推動該項工作，大安區所生產的肉種鴨約有二萬隻以上，銷售至中南部地區的白毛肉鴨則有六十餘萬隻:218。
大安區肉品市場成立於1977年8月9日:227，名「大安家畜市場」，係牲畜肉品集散中心，並行禽畜養殖檢疫、市場分配與教育之事，後因配合政府推動肉品電宰政策，倡導食品衛生，擴大服務範圍，遂於1992年11月11日由福興里原址遷至松雅里現址，並更名為「臺中縣大安鄉肉品市場」，2010年再改為今名:228。該市場隸屬大安區農會，市場主任由大安區農會總幹事兼任，並置副主任一人，在市場主任之下，設有電宰、會計、業務、總務等四課。

### 工業
大安區的工業較不發達，其在1971年的工廠登記家數僅有35家:213，而由於中央與地方政府多年積極鼓勵投資，其後工業登記家數方逐漸增多，境內的加工業與製造業工廠主要集中於大安港路一帶以及鄰近大甲區的松雅里等地，其它地區的工廠則較為稀少:228。大安區的工廠類型在1970年代以碾米廠為主，佔比約有57%:213，到了1980年代則主要為加工業與製造業，1986年底設廠於大安區的工廠較多的二者為加工業33家與製造業16家，兩者總和約佔全區設廠數的三成:215。而在2000年代以後，大安區主要的工廠類型則為製造業，以2006年底為例，大安區的工廠登記家數為145家，依家數最多至第三多分別為機械設備製造修配業42家、塑膠製品製造業20家、金屬製品製造業15家。

### 商業
大安區的商業活動十分單純，主要為小型服務性商店，並散佈於區內各村里聚落，其商業類型多為地方性商業，主要商業服務仍需依賴大甲區或者臺中市區:213。大安區的商業登記家數在1971年底為83家，當中最多的為買賣業者63家，第二多的為服務業15家:213。而在1986年的商業登記家數則微幅增加至102家，唯仍以買賣業者79家最多，服務業13家次之:214－215:509。

### 金融業
大安區的金融業較不發達。截至2005年底該區仍未有任何銀行之分行或金融機構的設立，區內居民的金融活動仍需依賴大安區農會的信用部:577－578。
大安區農會創立於1922年，名「有限責任大安信用組合」，其後分別於1933年、1935年更名為「有限責任大安信用販賣購買利用組合」、「保證責任大安信用販賣購買利用組合」:221－222。1943年，配合臺灣總督府公布之〔臺灣農業會法〕，乃將農會、產業組合、興農倡和會等農業團體整編，改組「大安庄農業會」:222。1946年11月25日，大安庄農業會依據〔合作社法〕改組並分為「大安鄉合作社」與「大安鄉農會」，直至1949年國民政府頒布〔臺灣省農會與合作社合併辦法及其實施大綱〕，大安鄉合作社與大安鄉農會重新合併為大安鄉農會:222。2010年，改名「大安區農會」。其下設有推廣、保險、信用、供銷、會計、會務等部門，以及海墘辦事處、松雅辦事處等分部。

## 文化

### 宗教信仰
大安區的宗教信仰以臺灣民間信仰、道教為主:290、377－382，並主要有王爺、九天玄女、五谷仙帝、保安尊王、保生大帝、土地公、大眾爺、天上聖母、太子元帥、廣澤尊王、延平郡王、李府先祖、泉州公、潘宋先師、陳靖姑、馬府大人等多位神祇:284－285。大安區的宮廟計有大約三十所:377－381，包括歷史最悠久的大安港和安宮等宮廟:285，其中位於永安里的環海宮主神係連、池、朱、李、孫、馬等六位（六府千歲），相較於臺灣王爺信仰多數為三姓、五姓、七姓，該宮廟之六姓主神王爺信仰相對少見。大安區的基督教信仰則有大安勝利教會，也是該區唯一一所基督教信仰中心:382。

### 特產
大安區的特產為「安農五寶」，包括芋頭、蔥、安泉米、酒、豬肉等五種產品。

### 體育

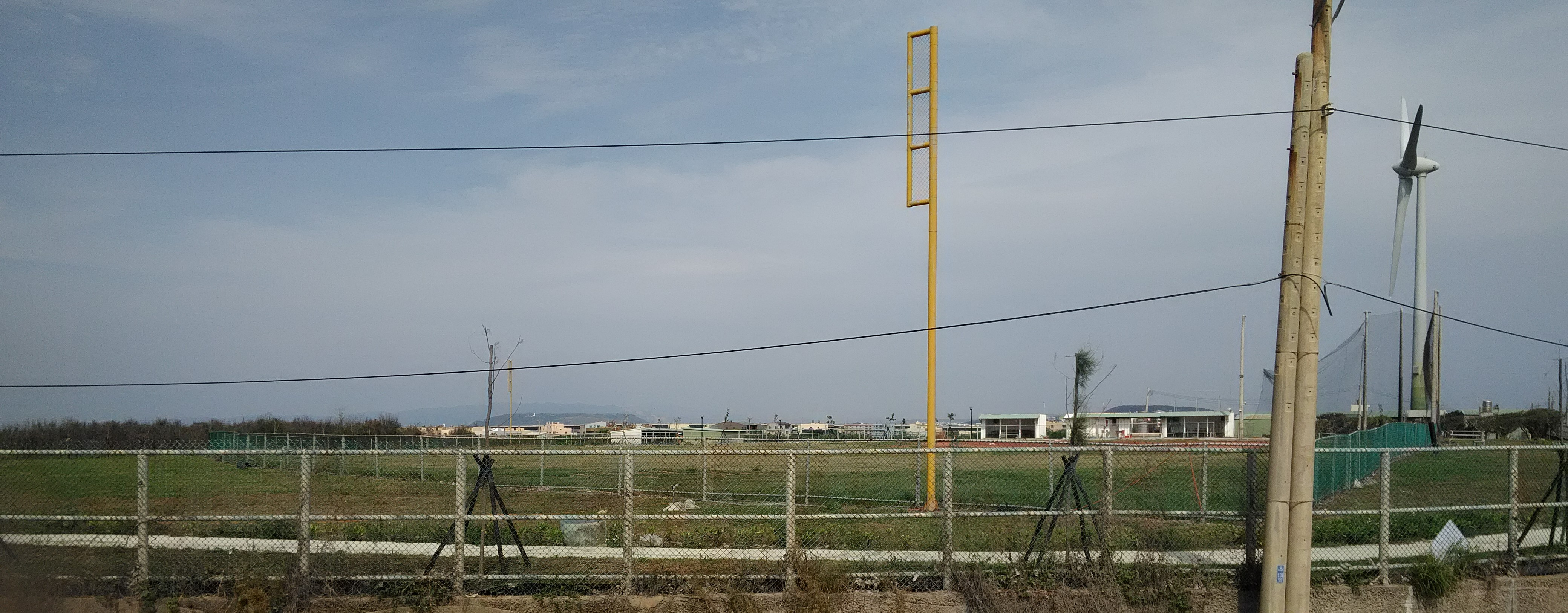
大安海洋棒壘球場

大安海洋棒壘球場，舊稱「南埔簡易棒壘球場」，位於大安區南埔里，由大安區體育會慢速壘球委員會管理，係於2018年8月由原本的垃圾掩埋場改建而成，並於2020年5月24日完工啟用，全場佔地約有4公頃，設有二個球員休息室，場地西側緊鄰臺灣海峽，因此擁有可一邊打球一邊看海之特色。

## 教育

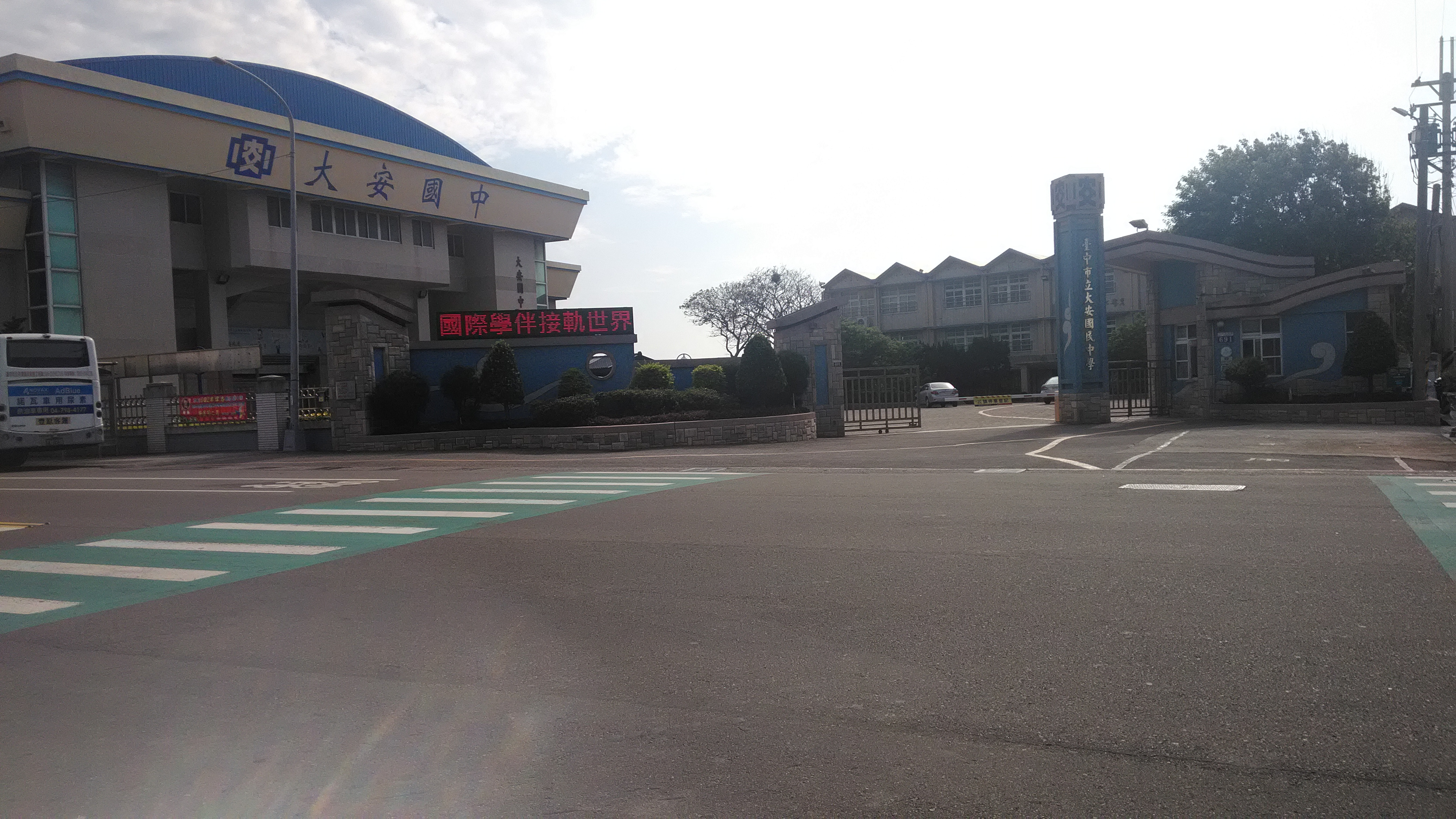
大安國中

大安區在開闢前，由於位置偏遠而無教育可言，自清領時期開闢以來，則始有書墊之設，文風漸盛。1882年，當地秀才黃天選取進新竹縣學，大安區文教自此振興，隨後朱秀才來臺，遂於東勢尾設館授徒:192:297。
1895年日本治臺後，臺灣總督府對臺採取逐步強化之同化主義方針，建立以初等教育機關公學校為主的新式教育:16。1896年，頒布「臺灣總督府民政局各部分課規程」，強化中央及地方之教育行政組織，設置「國語傳習所」:17、33。1898年，取消國語傳習所並改設公學校（臺籍兒童就讀）與小學校（日籍兒童就讀）:33－34。臺灣總督府在大安區共設立兩所公學校，分別為1918年3月31日創立的中庄公學校（今大安國小）與1920年3月31日創立的大甲公學校（今大甲國小）大安港分教場:197－198。1921年4月24日，臺灣總督府實行學制改正，中庄公學校改名為大安庄庄立公學校，並將大甲公學校大安港分教場改屬中庄公學校，同年5月19日，大安庄庄立公學校改校名大安公學校:198。1929年4月1日，大安公學校大安港分教場獨立為海墘公學校（今海墘國小）:198。1941年，將公學校與小學校全部改制為國民學校，大安公學校改為大安國民學校:194，海墘公學校改為海墘國民學校:200。
二戰後，國民政府積極著重教育改革，主張教育機會均等，廢除不平等之差別教育:65－66。1960年8月，大安國民學校設立三光分校:202。1966年8月1日，三光分校獨立為三光國民學校:194、202。1968年，實施九年國民義務教育，國民教育分為前六年國民小學與後三年國民中學兩階段，大安區原有國民學校三所改為大安國民小學、海墘國民小學、三光國民小學:195、200、202，海墘國民小學設立永安分校:200、204，同年8月1日配合政府一鄉鎮一國中政策，成立大安國民中學:192。1975年10月，永安分校獨立為永安國民小學:204。1986年，配合政府鄉鄉有圖書館政策，興建臺中縣立圖書館大安分館，並於翌年（1987年）6月正式啟用:206。
目前大安區擁有國民中學1所，為臺中市立大安國民中學1校:192，其他公立教育機構計有臺中市大安區大安國民小學、臺中市大安區三光國民小學、臺中市大安區永安國民小學、臺中市大安區海墘國民小學等4所國民小學:194－205，臺中市立圖書館大安分館等1間社教機構:206。

## 交通

### 鐵路
大安區的鐵路運輸，始於1910年「月眉糖廠線」的啟用，其營業區間為「后里＝大安港」，主要用以為月眉糖廠提供原料採集:54，並設有「南門＝中庄」一支線，在公路運輸不發達之時期，月眉糖廠線在便利地方交通與繁榮農村經濟的地位相當重要:615。二戰後，該鐵路由原本的民營鐵路轉為公營鐵路。直到1950年代後期，由於公路交通日漸發達，致使火車搭乘人數逐年銳減，隨後月眉糖廠線先被臺灣糖業股份有限公司降為試辦營運線，至1959年以後則正式停駛:250:623、639－640。

### 公路
省道與縣市道
大安區現有省道一條。台61線，又稱西濱快速公路，為縱貫臺灣西部沿海地區的公路，在大安區內主要行經西側沿海地帶，並在大安區北、中、南段個別設有福住交流道、大安一交流道、大安二交流道等三個交流道。
大安區現有市道一條。市道132號穿越大安區中部，西側端點位於大安區海墘里，在大安區內稱為大安港路，向東可通往大甲區、外埔區與后里區等行政區，亦可連接國道三號大甲交流道與國道一號后里交流道，是大安區重要的聯外公路之一:244。
鄉區道
| 南北向 - 中7線：中山南、北路 - 中9線：南北七路 - 中13線：南北三路 - 中17線：中松路、南安路 - 中19線：福東路、福東一路 |  | 東西向 - 中8線：東西五路 - 中10線：東西七路 - 中14線：東西九路 - 中16線：龜殼路 - 中18線：興安路 |

### 公車
臺中市市區公車經過大安區的主要路線有92路（豐原至大安國中）與658路（大安濱海樂園至惠文高中，包括大安路段行駛於大安港路的副線）等2條，分別可遠通豐原、臺中市區，為大安區對外較為重要的兩條公車路線。其它尚有657路（大甲高工至建興）、661路（致用高中－大甲車站－永安國小環狀路線）、699路（南埔至大甲體育場）等3條公車路線，提供當地居民搭乘及轉乘之用。2023年底前原有公車路線有171路（大甲體育場至大安港）、172路（大甲至福住里）、216路（大甲至南埔）等3條，已於2024年2月7日公告停駛。
臺中市小黃公車是由臺中市政府交通局推動的公車系統之一，於2017年4月1日啟用，路線皆採固定時間發車且免費搭乘，乘車需於前一天預約，預約人數較多時則安排多輛計程車以提供載客服務，當中僅無臺中市市區公車行駛、停靠之路段可隨招隨停，以擴大公共運輸服務範圍至年長者、行動不便、偏遠地區、攜帶大型行李的民眾。行經大安區的小黃公車路線有黃12路（南庄至大甲車站）與黃23路（中庄至大甲車站）等2條，提供南庄、南埔、東安、中庄、福興、龜殼等6個里的居民搭乘。

### 公共自行車
臺中市公共自行車租賃系統（iBike）是臺中市政府推動的公共自行車租賃系統，2013年6月開始規劃建置，2014年7月18日開始營運，2017年5月16日使用次數突破一千萬人次，大安區則於2018年6月19日正式引進YouBike1.0系統，並於2021年7月28日引進YouBike2.0系統，2023年6月28日全面停止營運YouBike1.0系統，改為僅營運YouBike2.0系統。資料截至2024年12月31日，YouBike2.0系統已於大安區設有11個站點，並可甲地租車、乙地還車，提供民眾租借使用。

## 旅遊
宗教

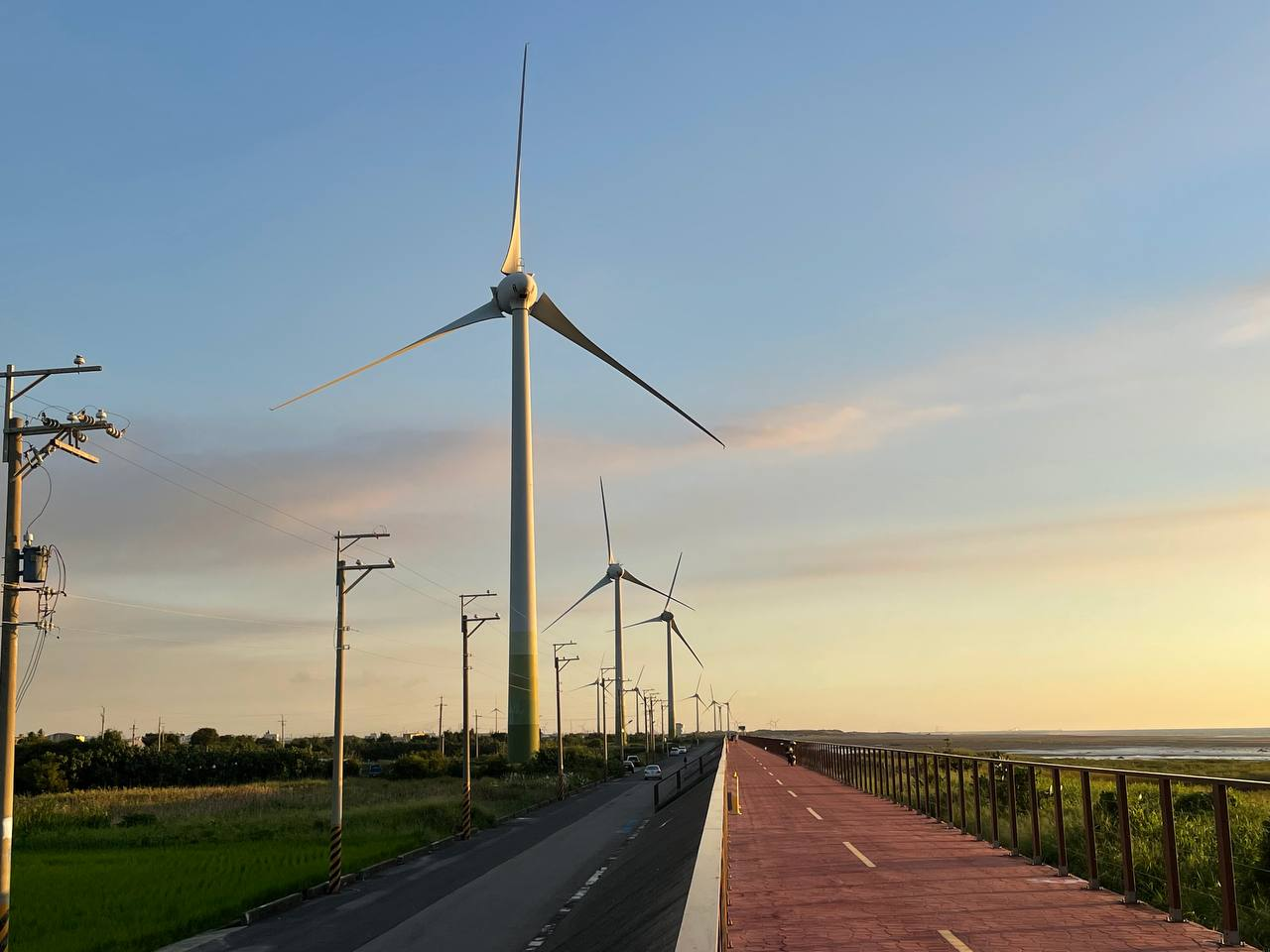
臺中市濱海自行車道-大安段

- 鎮南宮：位於南埔里，主祀神祇為朱薛彭三府王爺。
- 和安宮：位於海墘里，主祀神祇為金吉姚三府王爺。
- 大安政天宮
- 東安永安宮
- 北汕保安宮
- 溫寮慶安宮
- 龜殼聖安宮
- 龜殼廣元宮
- 龜殼延平宮
- 臺中代濟宮
- 埔頭聖仙宮
- 大安鎮安宮
- 福住福安宮
- 永安環海宮
- 永安靖安宮
- 大安西天廣安宮
- 大甲鎮瀾宮彌勒團會館
- 大安鎮天宮
- 安田鎮安宮
- 南埔寮天宮
- 松雅保安宮
- 南庄南安宮
- 南庄南昆鯓廟
- 西安慶安宮
- 西安泰安宮
- 西安馬府大人廟
- 五甲甲安宮
- 大安九龍宮
- 大甲鎮瀾宮大安神轎團
- 大甲李王會大安金虎爺分會

文化
- 大安媽祖文化園區（目前閒置中）[69]

自然
- 臺中市濱海自行車道-大安段：臺中市濱海自行車道起點從大度橋到臺中苗栗縣市界（大甲區長壽路），全長約69.2公里，行經臺中港、梧棲漁港、高美濕地、大安濱海樂園、松柏漁港、大安媽祖文化園區等地[70]，其中大安段全長約9公里，是串連大安區各段堤頂、景點的自行車道[71]。
- 大安濱海樂園：又稱「大安海水浴場」，全場佔地約有17公頃，於1928年創立，其最早舊址位於舊大安港口海堤外[72]:288[10]:239，後於日治末期受到戰爭影響，物資缺乏，浴場房舍建材遭到拆除作為其他用途，原址已被沖入海水中[72]:288。一直到1961年，時任大安鄉鄉長吳泉水等人提倡重建，在海墘村重新創立，隨後由於北汕溪受到上游廢水污染的影響，水質逐漸不佳，鄉公所鑑於原址對岸之北汕的自然景觀可提供遊客休憩場所，因此分別向臺灣省政府與臺中縣政府申請貸款與補助，1981年遷建於北汕現址[10]:239[72]:288。其後由於大腸桿菌超標，長期的水質問題未有改善，以致於無廠商願意接手營運而於2006年11月關閉[73]。後經臺中市政府觀光旅遊局針對其附近水域整體調查與評估規劃，臺中市政府復於2013年8月1日開放民眾可於大安濱海樂園從事衝浪及放風箏活動[74]，並因沙灘之沙質較為細緻，在每年夏季舉辦「大安沙雕音樂季」等活動[75][76]。
- 大安白鷺鷥保護區：散落在沿岸的防風林區內，可近觀白鷺鷥、夜鷺及候鳥等鳥類棲息。
- 大安紅樹林：近幾年大量復育紅樹林，豐富了潮間帶之生態，而成功復育台灣特有種之大安水蓑衣。
- 龜殼生態公園

## 外部連結
- 臺中市大安區公所（繁體中文）（页面存档备份，存于）